# EXTRA FLIGHT II -human aircraft-
『EXTRA FLIGHT II -human aircraft-』（エクストラ・フライト・ツー -ヒューマン・エアークラフト-）は、LINDBERGの『EXTRA FLIGHT』シリーズの第2弾アルバム。
1993年11月19日発売。発売元は徳間ジャパンのPUBLIC IMAGE RECORDSレーベル。

## 解説
『EXTRA FLIGHT』の第2弾アルバムとしてリリースされたが、前作がミニ・アルバム形式だったことに対し、今作は全10曲とオリジナル・アルバム形式になっており、全曲アコースティック調のアレンジの楽曲が集まったアルバムに仕上げている。
当初はバラードベスト的CDを制作予定だったが制作工程で予想外に良い新曲が多く仕上がったため、ニュー・アルバム制作の流れに行き着いた。
予定外の作品ということから1991年制作のミニアルバム・EXTRA FLIGHT（臨時便の意）の続編ということで『EXTRA FLIGHT II』と名付けている。
1年半ぶりにオリコンチャート1位を獲得した。

## 収録曲
全作詞:渡瀬マキ　作曲:平川達也（1,9,10）川添智久（2,3,5,8）小柳昌法（4,6,7）
1. 夢であえたら -Do you love me?-
18枚目のシングル（限定生産）曲として、後にカット。ブルボンCFソング
2. だってそうじゃない!? -Burning down the chain-
16枚目のシングル曲だが、シングルの攻撃的なロック調とは一変したアレンジ曲となっている。AXIA-CFソング
3. 大キライ! -Love is blind-
17枚目のシングル曲で、テレビ朝日『平成イヌ物語バウ』オープニング曲。シングルに入っていた「バウ〜ッ」と言う声は、今作には入っていない。
4. 二人きりで行こうよ -Waiting for the shooting star-
17枚目のシングルの両A面曲。テレビ朝日『平成イヌ物語バウ』エンディング曲。
5. 帰りたい 帰れない -After stormy days-
6. 月 -Yellow Balloon-
7. とびきりの夜 -Holy Night is Lonely Night-
18枚目シングルのカップリング曲として、後にカット。
8. キャッチボール -Pitch the ball to me-
9. 大きくなったなら -Red String-
10. 流れ星を探して -Missing you-